# Sorin Vlaicu
Sorin Vlaicu (Șimian, 3 maggio 1965) è un ex calciatore rumeno, di ruolo centrocampista.

## Palmarès

### Club

#### Competizioni nazionali
- Coppa di Jugoslavia: 1

Stella Rossa: 1992-1993